# 大黒座 (刈谷市)
大黒座（だいこくざ）は、かつて愛知県刈谷市司町にあった芝居小屋・映画館。1918年（大正7年）に芝居小屋として開館し、1950年（昭和25年）に映画専門館となった。1982年（昭和57年）以降は2スクリーンを有したが、2012年（平成24年）に閉館した。

## 沿革
- 1918年（大正7年） - 芝居小屋として開館。
- 1950年（昭和25年） - 映画館に転換。
- 1978年（昭和53年）12月23日 - 建て替え。
- 1982年（昭和57年）頃 - 2スクリーン化。
- 2012年（平成24年）3月 - 閉館。

## 歴史

### 大生座

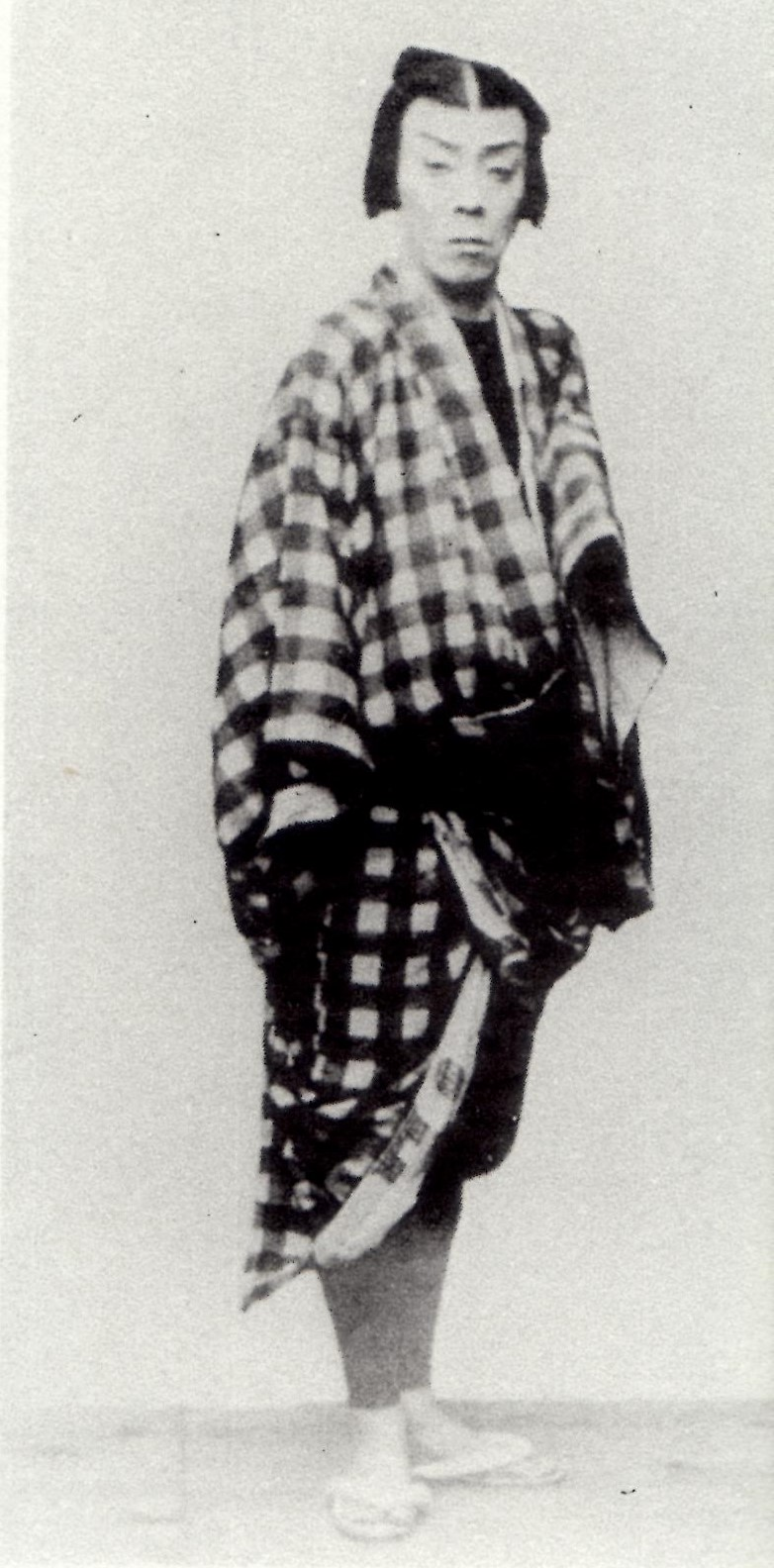
当地で急死した五代目 坂東蓑助

江戸時代の刈谷は刈谷城を中心として発展した城下町である。明治時代の碧海郡刈谷町緒川町（現・刈谷市司町）には大生座という芝居小屋があった。1909年（明治42年）には知立出身の五代目 坂東蓑助が知立の東雲座（後の知立劇場）で興行し、その翌月には当地に訪れて興行したが、五代目 坂東蓑助は興行中の10月10日に急死した。1912年（明治45年）には大生座で碧海軽便鉄道（社名は三河鉄道、今日の名鉄三河線）の建設工事起工式が行われた。

### 芝居小屋時代

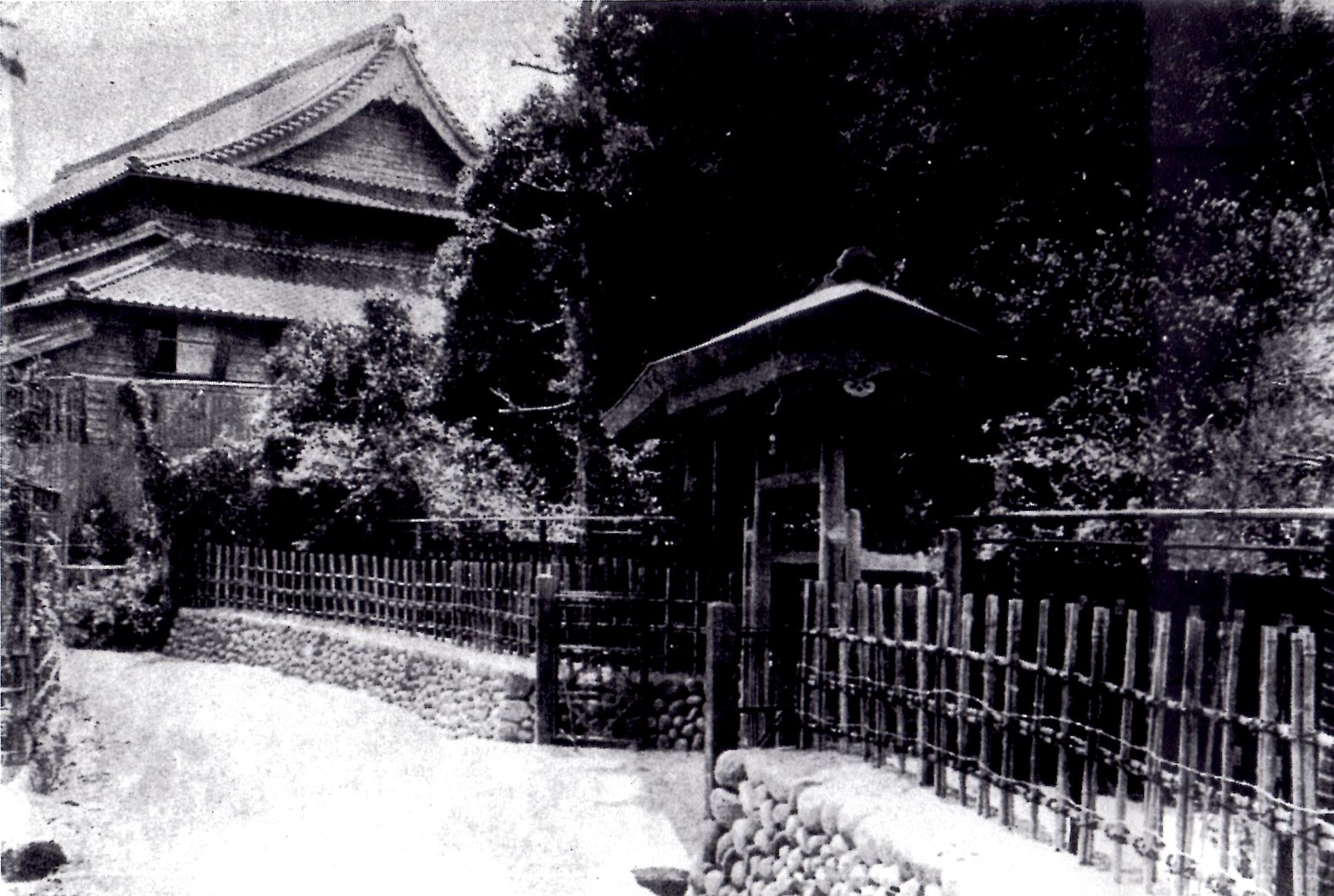
大黒座（左奥）と料理屋の大喜館

刈谷町と知多郡東浦村緒川を結ぶ街道の平坦化を図るため、大正時代にはこの場所の地盤を削り、1918年（大正7年）には伊藤鋭太郎が跡地の広場に芝居小屋として大黒座を創立した。建物内部の仕上げは名古屋・伏見の御園座を模しており、格子状の天井、回り舞台、大小2つの花道、桟敷席を有する豪華な劇場だった。
六代目 尾上菊五郎や七代目 松本幸四郎などが来館して歌舞伎の興行を行い、また大規模なホールを活かして政談演説会なども行われた。この時代には少なくとも1950年代後半まで、庭園を有する料理屋の大喜館（後の電装会館、今日のふれあいプラザゆうきそうの場所）があった。

### 映画館時代

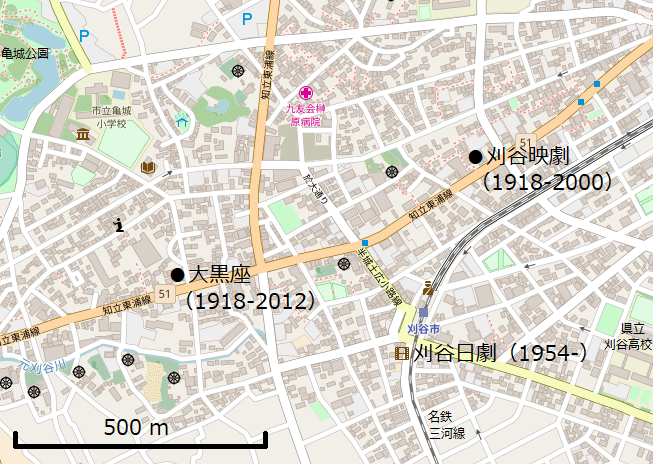
刈谷市の映画館

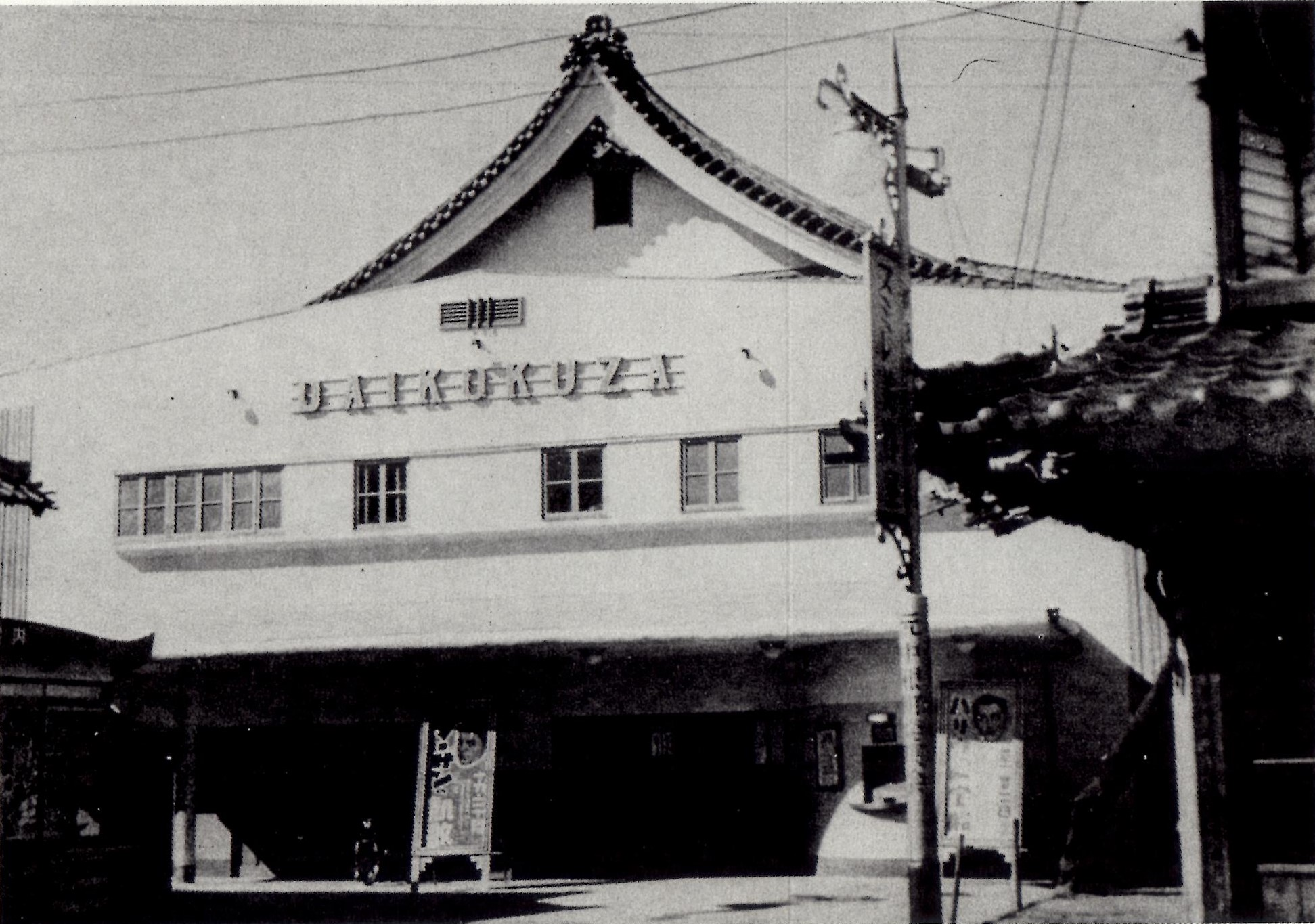
1955年頃の大黒座

大黒座は戦後の1950年（昭和25年）に映画専門館に転換。1953年（昭和28年）の愛知県には195館の映画館があり、刈谷市には大黒座と刈谷映画劇場の2館があった。木造2階建てであり、座席数は500席、洋画も邦画も上映していた。全国の映画館数がピークを迎えたのは1960年（昭和35年）である。この年の愛知県には321館の映画館があり、刈谷市には大黒座と刈谷映画劇場と日本劇場（現・刈谷日劇）の3館があった。座席数は925席に増加。映画最盛期の刈谷市内では、大黒座が東映・日活作品、刈谷映画劇場が東宝・松竹作品、日本劇場が洋画を上映してすみ分けを図っていた。
1978年（昭和53年）に改築を行い、同年12月23日、『トラック野郎・一番星北へ帰る』（菅原文太主演）を封切ってリニューアルオープン。『映画館名簿 1980年』によると、1980年（昭和55年）にも東映と日活の作品を上映していた。1982年（昭和57年）頃には東側に建物を増設し、大黒座1・2の2スクリーン体制となった。晩年は成人映画館となり、ビデオテープのレンタルと販売も行っていた。2012年（平成24年）3月に閉館。同年中には大黒座の建物が解体され、2013年（平成25年）には跡地が住宅地となった。2013年には大黒座が所有していたビデオテープ約1,200本をNPO法人に無償で譲渡し、大黒座が駐車場を貸していたデイサービスセンター「だいふく」に小規模な映画上映設備が整備された。